# Думбыра

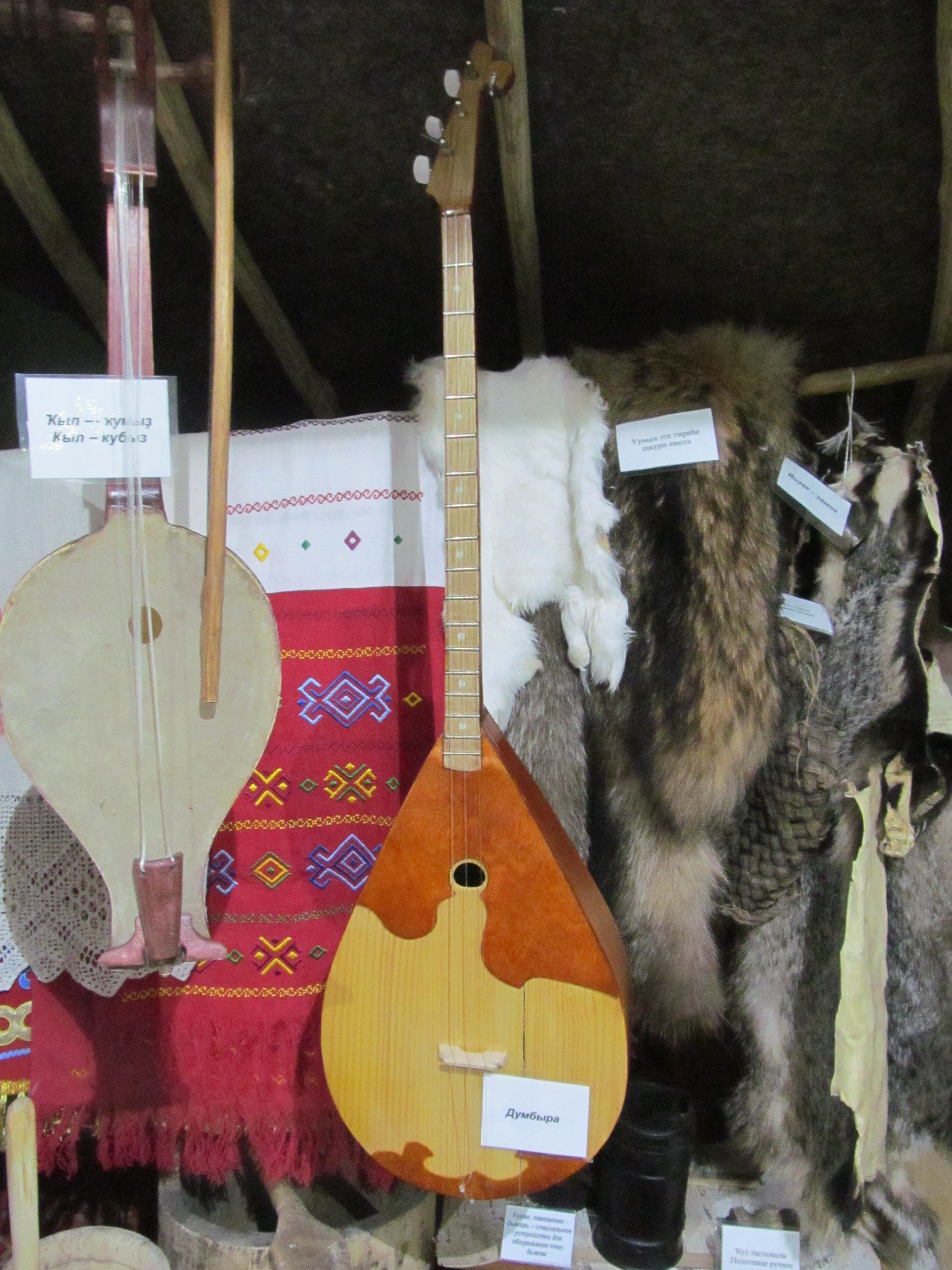
Думбыра в музее курорта «Янгантау», Башкортостан

Думбыра́ (баш. думбыра) — башкирский струнный щипковый музыкальный инструмент.
Близкородственные инструменты распространены также у татар (думбра), киргизов (комуз), казахов (домбра), узбеков (дутар) и других тюркских народов, а также калмыков. От казахской домбры отличается более коротким грифом, а также количеством струн (традиционно три).
Думбыра — традиционный инструмент сэсэнов — башкирских сказителей. Под её аккомпанемент исполнялись эпические сказания и кубаиры, а также песни. Думбыра имела длину около 800 мм, три жильных струны, корпус выполнялся из долблёного дерева. Строй имела квинтово-квартовый. Играли на думбыре, ударяя одновременно по всем струнам. При этом нижние струны издают бурдонный звук, верхняя струна — мелодическая. Археолог, этнограф и краевед XIX века Р. Г. Игнатьев в своём труде «Салават Юлаев — пугачёвский бригадир, певец и импровизатор» упоминал также «бандуру о пяти струнах».
К концу ХІХ — началу XX века думбыра вышла из обихода. Это было связано с тем, что на протяжении XVII—XVIII веков сэсэны, будучи активными участниками и вдохновителями национально-освободительной борьбы, преследовались царскими властями и подвергались гонениям. Постепенно угасла традиция исполнения эпических сказаний, к началу XX века среди башкир стала популярной мандолина фабричного изготовления, которая стала использоваться частично вместо думбыры, а затем — трёх-струнная домра альт.
Реконструкцию башкирской думбыры в 1980-х годах, опираясь на письменные источники и воспоминания старшего поколения, начал мастер В. Ш. Шугаюпов. Также над воссозданием этого инструмента работали мастера Г. Кубагушев, Ю. Зирин, А.Владимиров, А. Овчинников, В. В. Зубченко и А. Параев. В 1992 году при Уфимском государственном институте искусств была организована экспериментальная мастерская по производству башкирской думбыры и кыл-кубыза. В этой мастерской работали Р. М. Галимов, А. Я. Янгужин, А. Х. Байрамгулов, С. У. Баймухаметов.
Современный инструмент пережил некоторые видоизменения, в частности, гриф стал изготавливаться с 19 врезными ладами, корпус часто делается не из долблёного дерева, а склеивается.
Думбыра применяется как сольный и ансамблевый инструмент. Созданы оркестровые разновидности думбыры: сопрано, альт, бас.